# کین براون
کِیْن براون (انگلیسی: Kane Brown؛ زادهٔ ۲۱ اکتبر ۱۹۹۳) خواننده، و ترانه‌سرای آمریکایی کانتری است.
او نخستین بار از طریق رسانه های اجتماعی شناخته شد. او نخستین خواننده ای است که همزمان در جایگاه او پنج چارت اصلی کانتری آمریکا قرار گرفته است.